# Corredor de Maputo
El Corredor de Maputo o  Corredor Maputo , es un importante corredor comercial que conecta las provincias de Gauteng, Limpopo y Mpumalanga de Sudáfrica con Maputo, que es un puerto y la capital de Mozambique.
El corredor comprende carreteras -incluida la nueva autopista N4- y ferrocarriles, puertos e instalaciones fronterizas en Komatipoort que conectan las zonas industriales en torno a Gauteng y los distritos mineros y agrícolas al este, con los puertos de la costa de Mozambique. Maputo y Matola son ambos puertos de aguas profundas.
Las organizaciones de transporte y los organismos de control fronterizo están cooperando para mejorar el transporte y reducir las barreras al comercio.

## Historia
El corredor se planificó por primera vez en 1994, como un proyecto de rehabilitación de las vías de transporte en desuso.  Desde entonces, el proyecto se ha ampliado, se han involucrado nuevos actores y se han invertido más de 5.000 millones de dólares.

## Participantes
- Caminhos de ferro do Moçambique.[4]
- El gobierno de Esuatini también se ha unido al proyecto.[5]
- Transnet Freight Rail es una de las partes interesadas, pero ha sido criticada por otras partes, también interesadas[4] y es reacia a invertir en el proyecto.[6]